# Россау, Хенни
Хенни Россау (африк. Hennie Rossouw, полное имя Хендрик Виллем Россау, африк. Hendrik Willem Rossouw; 7 декабря 1933 — 13 января 2022) — южноафриканский философ и теолог.

## Биография
В 1950 году окончил школу как лучший выпускник в Капской провинции. Окончил с отличием бакалавриат, магистратуру и аспирантуру Стелленбосского университета. В 1963 году защитил в Амстердамском свободном университете докторскую диссертацию по теологии «Ясность и интерпретация» (нидерл. Klaarheid en Interpretasie), научный консультант Г. К. Беркауэр, в том же году изданную в Амстердаме в виде монографии. Вернувшись в Стелленбосский университет, преподавал философию, в 1972—1984 гг профессор. В 1985—1993 гг. проректор по учебной работе. С 1993 г. на пенсии, продолжал участвовать в различных общественных и государственных структурах в области образования: в частности, в 1995—1996 гг. член Национальной комиссии по высшему образованию, в 2001 г. член Национальной рабочей группы по институциональной реструктуризации высшего образования.
Лауреат различных премий, в том числе премии Сталса за выдающуюся научную работу от Южно-Африканской академии науки и искусства. Почётный доктор Стелленбосского университета (1998). В 1993 г. в честь Россау был издан фестшрифт «Интеллектуал в контексте» (африк. Intellektueel in konteks).
Был дважды женат, отец пятерых детей.

## Творческое наследие
Уже в своей первой книге, основанной на докторской диссертации, Россау привнёс герменевтический подход в реформатскую теологию, проанализировав наследие Лютера и Кальвина и показав, что развивавшееся ими учение о ясности Священного Писания следует понимать исключительно в применении к базовым основаниям христианского вероучения. Позиция Россау оппонировала доминировавшей в южно-африканском религиозно-философском обиходе естественной теологии, на практике действовавшей как обоснование режима апартеида. В своей преподавательской деятельности, повлиявшей на следующее поколение южноафриканских философов и теологов, Россау расширял кругозор оторванного от мировых трендов местного студенчества, знакомя его с достижениями феноменологии и экзистенциализма.
В 1981 г. опубликовал в виде книги развёрнутое эссе «Смысл жизни» (африк. Die sin van die lewe), побудительным мотивом которого стала трагическая гибель его девятнадцатилетнего сына Ханса. В этой книге Россау развивает мысль о жизни во Христе как аналогии счастливой детской игры.
В более поздних работах, составивших, в частности, сборник статей «Университет, наука и культура» (африк. Universiteit, Wetenskap en Kultuur; 1993), Россау сосредотачивается на необходимости корректировки технического прогресса и развития естественных наук в свете исторического, философского и теологического знания.

## Политическая позиция
Россау выступал против официальной позиции Голландской реформатской церкви Южной Африки, оправдывавшей и обосновывавшей апартеид.